# جاسم (نهر)
نهر جاسم هو نهر يقع شرقي البصرة على الحدود العراقية الإيرانية، شهد معارك شرسة في يناير 1987 خلال الحرب العراقية الإيرانية عرفت بمعركة نهر جاسم. ونظرا لأهمية النهر قُتل ألاف الجنود العراقيين والإيرانيين فيه. ولا يزال النهر محاطا بألغام أرضية.

## عوده الحياة إلى النهر
تم مؤخرا ملء نحو كيلومترين من النهر الذي يبلغ طوله 30 كيلومترًا بالماء نظرًا لارتفاع مستويات المياه إثر الأشهر التي شهدت تساقط كميات كبيرة من الأمطار، الأمر الذي أدى إلى عودة الحياة الطبيعية على ضفتي جزء من النهر. وما زال باقي النهر مليئا بالألغام الأرضية ورفات القتلى.